# Palacios de Sanabria
Palacios de Sanabria là một đô thị trong tỉnh Zamora, Castile và León, Tây Ban Nha. Theo điều tra dân số 2004 (INE), đô thị này có dân số là 322 người.